# آن ارين غريفيث
آن ارين غريفيث (بالإنجليزية: Ann Warren Griffith)‏ هي مؤلفة وصحفية أمريكية، ولدت في 31 يوليو 1911 في نيوتن في الولايات المتحدة، وتوفيت في نوفمبر 1983.